# گیلاس اوشیما
گیلاس اوشیما (نام علمی: Cerasus speciosa) در ژاپن اوشیما-زاکورا (به ژاپنی: オオシマザクラ) یک نوع درخت گیلاس وحشی است که در ایزواوشیمای ژاپن یافت می‌شود. گیلاس اوشیما درخت برگریز است و طول آن بین ۴ تا ۱۲ متر است. شکوفهٔ آن ۵ گلبرگ دارد و قطر آن بین ۲٫۵ تا ۴ سانتیمتر است. رنگ پرچم طلایی و کاسبرگ قهوه‌ای رنگ است. گیلاس آن تیره رنگ است و یک سانتیمتر قطر دارد.